# NBA 1972/73
Die NBA-Saison 1972/73 war die 27. Saison der National Basketball Association (NBA) und begann am Dienstag, den 10. Oktober 1972, und endete regulär nach 697 Spielen am Mittwoch, den 28. März 1973. Die Postseason begann am Freitag, den 30. März, und endete am Donnerstag, den 10. Mai, mit 4—1 Finalsiegen der New York Knicks über die Los Angeles Lakers.

## Saisonnotizen
- Ein Franchise zog um. Die Cincinnati Royals, die bereits 1957 von Rochester, New York umgesiedelt waren, teilten ihre Heimspiele auf Kansas City, Missouri und Omaha, Nebraska auf. Einher damit erging die Umbenennung in Kings, um Verwechslungen mit dem Baseball-Franchise Kansas City Royals zu vermeiden. Sie wechselten damit von der Central Division in die Midwest Division, Phoenix dafür in die Pacific Divisison und Houston von dieser in die Central Division.[1] Die Divisionssieger hatten in den Playoffs nicht länger Heimrecht, sondern jenes Team mit der besseren Saisonbilanz.[2]
- Erster Draft-Pick in der NBA-Draft 1972 wurde Rambler LaRue Martin von der Loyola University Chicago für die Portland Trailblazers. Rookie of the Year Bob McAdoo von den Tar Heels der University of North Carolina at Chapel Hill wurde an zweiter Stelle von den Buffalo Braves ausgewählt.[3]
- Das 23. All-Star-Game fand am Dienstag, den 23. Januar 1973, vor 17.527 Zuschauern im Chicago Stadium von Chicago, Illinois statt. Tom Heinsohns Eastern All-Stars besiegten Bill Sharmans Western All-Stars mit 104—84. All-Star Game MVP wurde Dave Cowens von den Boston Celtics.[4]
- Die Philadelphia Sixers hatten Billy Cunningham an die American Basketball Association verloren und schlossen mit der schlechtesten Bilanz der Ligengeschichte ab: 9 Siegen standen 73 Niederlagen gegenüber.
- Die Hawks hatten mit Pete Maravich und Lou Hudson zwei  Spieler mit mehr als 2000 Saisonpunkten. Das war zuvor nur den Lakers mit Jerry West und Elgin Baylor gelungen und gab es seither lediglich drei weitere Male.
- Die Buffalo Braves hatten 1972/73 die höchste Ballverlustquote von 24,4 Turnover pro Spiel.
- Am 1. Januar 1973 wurden die wenigsten Freiwurfkörbe aller Zeiten erzielt. Die Milwaukee Bucks verwandelten 3 Freiwürfe und die Baltimore Bullets 4 (Stand: 2020).

## Abschlusstabellen
Pl. = Rang,  = Für die Playoffs qualifiziert, Sp = Anzahl der Spiele, S—N = Siege—Niederlagen, % = Siegquote (Siege geteilt durch Anzahl der bestrittenen Spiele), GB = Rückstand auf den Führenden der Division in der Summe von Sieg- und Niederlagendifferenz geteilt durch zwei, Heim = Heimbilanz, Ausw. = Auswärtsbilanz, Neutr. = Bilanz auf neutralem Boden, Div. = Bilanz gegen die Divisionsgegner

### Eastern Conference

#### Atlantic Division
| Pl. | Mannschaft           | Sp | S—N   | %    | GB | Heim  | Ausw. | Neutr. | Div.  |
| --- | -------------------- | -- | ----- | ---- | -- | ----- | ----- | ------ | ----- |
| 1.  | Boston Celtics       | 82 | 68—14 | .829 | —  | 33—60 | 32—80 | 03—00  | 18—40 |
| 2.  | New York Knicks      | 82 | 57—25 | .695 | 11 | 35—60 | 21—18 | 01—10  | 16—60 |
| 3.  | Buffalo Braves       | 82 | 21—61 | .256 | 47 | 14—23 | 14—26 | 02—30  | 08—14 |
| 4.  | 0Philadelphia 76ers0 | 82 | 09—73 | .110 | 59 | 05—26 | 02—36 | 02—11  | 02—20 |

#### Central Division
| Pl. | Mannschaft            | Sp | S—N   | %    | GB | Heim  | Ausw. | Neutr. | Div.  |
| --- | --------------------- | -- | ----- | ---- | -- | ----- | ----- | ------ | ----- |
| 1.  | Baltimore Bullets     | 82 | 52—30 | .634 | —  | 24—90 | 21—17 | 07—40  | 17—50 |
| 2.  | Atlanta Hawks         | 82 | 46—36 | .561 | 6  | 28—13 | 17—23 | 01—00  | 10—12 |
| 3.  | Houston Rockets       | 82 | 33—49 | .402 | 19 | 14—14 | 10—28 | 09—70  | 09—13 |
| 4.  | 0Cleveland Cavaliers0 | 82 | 32—50 | .390 | 20 | 20—21 | 10—27 | 02—20  | 08—14 |

### Western Conference

#### Midwest Division
| Pl. | Mannschaft              | Sp | S—N   | %    | GB | Heim  | Ausw. | Neutr. | Div.  |
| --- | ----------------------- | -- | ----- | ---- | -- | ----- | ----- | ------ | ----- |
| 1.  | Milwaukee Bucks         | 82 | 63—22 | .732 | —  | 33—50 | 25—15 | 02—20  | 15—50 |
| 2.  | Chicago Bulls           | 82 | 51—31 | .622 | 9  | 29—12 | 20—19 | 02—00  | 10—10 |
| 3.  | 0Detroit Pistons0       | 82 | 40—42 | .488 | 20 | 26—15 | 13—25 | 01—20  | 09—11 |
| 4.  | Kansas City/Omaha Kings | 82 | 36—46 | .439 | 24 | 24—17 | 12—29 | 00—00  | 06—14 |

#### Pacific Division
| Pl. | Mannschaft            | Sp | S—N   | %    | GB | Heim  | Ausw. | Neutr. | Div.  |
| --- | --------------------- | -- | ----- | ---- | -- | ----- | ----- | ------ | ----- |
| 1.  | Los Angeles Lakers    | 82 | 60—22 | .732 | —  | 30—11 | 28—11 | 02—00  | 22—40 |
| 2.  | Golden State Warriors | 82 | 47—35 | .573 | 13 | 27—14 | 18—20 | 02—10  | 14—12 |
| 3.  | Phoenix Suns          | 82 | 38—44 | .463 | 22 | 22—19 | 15—25 | 01—00  | 14—12 |
| 4.  | Seattle Supersonics   | 82 | 26—56 | .317 | 34 | 16—25 | 10—29 | 00—20  | 09—17 |
| 5.  | Portland Trailblazers | 82 | 21—61 | .256 | 39 | 13—28 | 08—32 | 00—10  | 06—20 |

## Ehrungen
- Most Valuable Player 1972/73: Dave Cowens, Boston Celtics
- Rookie of the Year 1972/73: Bob McAdoo, Buffalo Braves
- Coach of the Year 1972/73: Tom Heinsohn, Boston Celtics
- Executive of the Year 1972/73: Joe Axelson, Kansas City/Omaha Kings
- All-Star Game MVP 1973: Dave Cowens, Boston Celtics
- NBA-Finals MVP 1973: Willis Reed, New York Knicks

| - All-NBA First Team: - John Havlicek, Boston Celtics - Spencer Haywood, Seattle Supersonics - Kareem Abdul-Jabbar, Milwaukee Bucks - Nate Archibald, Kansas City/Omaha Kings - Jerry West, Los Angeles Lakers          | - All-NBA Second Team: - Elvin Hayes, Baltimore Bullets - Rick Barry, Golden State Warriors - Dave Cowens, Boston Celtics - Walt Frazier, New York Knickerbockers - Pete Maravich, Atlanta Hawks |
| - All-Rookie Team: - Bob McAdoo, Buffalo Braves - Lloyd Neal, Portland Trailblazers - Fred Boyd, Philadelphia 76ers - Dwight Davis, Cleveland Cavaliers - Jim Price, Los Angeles Lakers                                 | |
| - All-Defensive First Team: - Dave DeBusschere, New York Knickerbockers - John Havlicek, Boston Celtics - Wilt Chamberlain, Los Angeles Lakers - Jerry West, Los Angeles Lakers - Walt Frazier, New York Knickerbockers | - All-Defensive Second Team: - Paul Silas, Boston Celtics - Mike Riordan, Baltimore Bullets - Nate Thurmond, Golden State Warriors - Norm Van Lier, Chicago Bulls - Don Chaney, Boston Celtics   |

## Führende Spieler in Einzelwertungen
| Kategorie        | Spieler          | Mannschaft              | Wert     |
| ---------------- | ---------------- | ----------------------- | -------- |
| Punkte/Spiel ∆   | Nate Archibald   | Kansas City/Omaha Kings | 34,0 PpS |
| Wurfquote †      | Wilt Chamberlain | Los Angeles Lakers      | 72,7 %   |
| Freiwurfquote ‡  | Rick Barry       | Golden State Warriors   | 90,2 %   |
| Assists/Spiel ∆  | Nate Archibald   | Kansas City/Omaha Kings | 11,4 ApS |
| Rebounds/Spiel ∆ | Wilt Chamberlain | Los Angeles Lakers      | 18,6 RpS |

∆ 70 Spiele erforderlich.

† 560 Würfe erforderlich. Chamberlain nahm 586 Schüsse und traf 426 mal.

‡ 160 Freiwurfversuche erforderlich. Barry traf 358 von 397.

- Mit 323 beging Neal Walk von den Phoenix Suns die meisten Fouls. Elmore Smith von den Buffalo Braves war mit 16 mal am häufigsten fouled out.
- Seit der Saison 1969/70 werden den Statistiken in den Kategorien „Punkte“, „Assists“ und „Rebounds“ nicht länger die insgesamt erzielten Leistungen zu Grunde gelegt, sondern die Quote pro Spiel.[5]
- Nate Archibald von den Kansas City/Omaha Kings stand in 80 Einsätzen 46,0 Minuten pro Spiel auf dem Parkett. Er hatte mit insgesamt 3681 Minuten auch die insgesamt längste Einsatzzeit.
- Den besten Punkteschnitt der Saison hatte Nate Archibald mit 34,0 Punkten pro Spiel. Bei 2719 Punkten in 80 Einsätzen hatte er auch den besten Gesamtwert. Seine Wurfquote war die neunzehntbeste mit 48,8 %.
- Wilt Chamberlain machte bei der besten Wurfquote der NBA-Geschichte von 72,7 % insgesamt 1084 Punkte, Platz 54. Er hatte zum neunten Mal die beste Wurfquote der Liga, nur Shaquille O’Neal führte die Liga einmal öfter an. Chamberlain warf 12.681 Körbe in seiner gesamten Karriere, was nur von Kareem Abdul-Jabbar und Karl Malone je übertroffen werden sollte.
- Rick Barry verwandelte mit der besten Freiwurfquote die insgesamt zwölftmeisten Freiwürfe. Mit 663 bei einer Quote von 84,7 % warf Tiny Archibald von den Kansas City/Omaha Kings die meisten Freiwürfe.
- Tiny Archibald von den Kings gewährte bei der besten Quote von 11,4 Assists pro Spiel mit 910 Assists die insgesamt meisten der Liga in 80 Spielen.
- Wilt Chamberlain hatte mit 1526 auch die meisten Rebounds der Saison insgesamt. Er brach jeden Reboundrekord: 23.924 Karriererebounds, höchste Reboundquote, nämlich 22,9 RpS in 1045 Spielen, höchste Reboundquote pro Saison, meiste Saisonrebounds, meiste Saisons (11) Reboundsführender, meiste Rebounds als Rookie und meiste Rebounds (55) in einem Spiel. Lediglich Bill Russell hatte je mehr Rebounds in einer Halbzeit (32) als Chamberlain (31) und nur Nate Thurmond hatte jemals einen Rebound mehr in einem Viertel (18) als Russell und Chamberlain (17).

## Playoffs-Baum
|  | Conference-Halbfinals | Conference-Halbfinals | Conference-Halbfinals |    |                    | Conference-Finals | Conference-Finals | Conference-Finals |  |  | NBA-Finals | NBA-Finals | NBA-Finals |
|  |                       |                       |                       |    |                    |                   |                   |                   |  |  |            |            |            |
|  | W1                    | Milwaukee Bucks       | 2                     |    |                    |                   |                   |                   |  |  |            |            |            |
|  | W4                    | Golden State Warriors | 4                     |    |                    |                   |                   |                   |  |  |            |            |            |
|  | W4                    | Golden State Warriors | 4                     | W2 | Los Angeles Lakers | 4                 |                   |                   |  |  |            |            |            |
|  | Western Conference    |                       |                       | W2 | Los Angeles Lakers | 4                 |                   |                   |  |  |            |            |            |
|  |                       | W4                    | Golden State Warriors | 1  |                    |                   |                   |                   |  |  |            |            |            |
|  | W2                    | W4                    | Golden State Warriors | 1  | Los Angeles Lakers | 4                 |                   |                   |  |  |            |            |            |
|  | W2                    |                       |                       |    | Los Angeles Lakers | 4                 |                   |                   |  |  |            |            |            |
|  | W3                    | Chicago Bulls         | 3                     |    |                    |                   |                   |                   |  |  |            |            |            |
|  | W3                    | Chicago Bulls         | 3                     | W2 | Los Angeles Lakers | 1                 |                   |                   |  |  |            |            |            |
|  |                       |                       |                       |    | Los Angeles Lakers | 1                 |                   |                   |  |  |            |            |            |
|  |                       | E2                    | New York Knicks       | 4  |                    |                   |                   |                   |  |  |            |            |            |
|  | E3                    | E2                    | New York Knicks       | 4  | Baltimore Bullets  | 1                 |                   |                   |  |  |            |            |            |
|  | E3                    |                       |                       |    | Baltimore Bullets  | 1                 |                   |                   |  |  |            |            |            |
|  | E2                    | New York Knicks       | 4                     |    |                    |                   |                   |                   |  |  |            |            |            |
|  | E2                    | New York Knicks       | 4                     | E2 | New York Knicks    | 4                 |                   |                   |  |  |            |            |            |
|  | Eastern Conference    |                       |                       | E2 | New York Knicks    | 4                 |                   |                   |  |  |            |            |            |
|  |                       | E1                    | Boston Celtics        | 3  |                    |                   |                   |                   |  |  |            |            |            |
|  | E4                    | E1                    | Boston Celtics        | 3  | Atlanta Hawks      | 2                 |                   |                   |  |  |            |            |            |
|  | E4                    |                       |                       |    | Atlanta Hawks      | 2                 |                   |                   |  |  |            |            |            |
|  | E1                    | Boston Celtics        | 4                     |    |                    |                   |                   |                   |  |  |            |            |            |

## Playoffs-Ergebnisse
Die Playoffs begannen am 30. März und wurden in den Conference-Halbfinals, den Conference-Finals und den NBA-Finals nach dem Modus Modus „Best of Seven“ ausgetragen. Die beiden besten Teams einer Division kamen in die Playoffs und wurden dem anderen Seed der jeweils anderen Division der Conference zugeordnet. Die Divisionssieger hatten jedoch seit dieser Saison nicht länger Heimrecht, sondern das Team mit der besseren Saisonbilanz. Wäre also bspw. die Serie der Baltimore Bullets gegen die New York Knicks über sieben Spiele gegangen, hätte der Zweitplatzierte der Atlantic Division, die Knicks, ein zusätzliches Heimspiel gehabt.
Jerry West von den Los Angeles Lakers gewährte 132 Assists und erzielte 401 Punkte in der Postseason, Teamkamerad Wilt Chamberlain errang 383 Rebounds.
Die Chicago Bulls schieden zwar wieder in der ersten Runde aus, sollten aber am 15. April die letzte ihrer 18 Playoff-Auswärtsniederlagen in Folge haben. Die Golden State Warriors hatten am 21. April gegen die Los Angeles Lakers die niedrigste Wurfquote aller Playoffs. Nur 27 von 116 Würfen fielen durch die Reuse: 23,3 % (Stand: 2020).

### Eastern Conference-Halbfinals
Boston Celtics 4, Atlanta Hawks 2

Sonntag, 1. April: Boston 134 – 109 Atlanta

Mittwoch, 4. April: Atlanta 113 – 126 Boston

Freitag, 6. April: Boston 105 – 118 Atlanta

Sonntag, 8. April: Atlanta 97 – 94 Boston

Mittwoch, 11. April: Boston 108 – 101 Atlanta

Freitag, 13. April: Atlanta 103 – 121 Boston
New York Knickerbockers 4, Baltimore Bullets 1

Freitag, 30. März: New York 95 – 83 Baltimore

Sonntag, 1. April: New York 123 – 103 Baltimore

Mittwoch, 4. April: Baltimore 96 – 103 New York

Freitag, 6. April: Baltimore 97 – 89 New York

Sonntag, 8. April: New York 109 – 99 Baltimore

### Western Conference-Halbfinals
Golden State Warriors 4, Milwaukee Bucks 2

Freitag, 30. März: Milwaukee 110 – 90 Golden State

Sonntag, 1. April: Milwaukee 92 – 95 Golden State

Donnerstag, 5. April: Golden State 93 – 113 Milwaukee

Sonnabend, 7. April: Golden State 102 – 97 Milwaukee

Dienstag, 10. April: Milwaukee 97 – 100 Golden State

Freitag, 13. April: Golden State 100 – 86 Milwaukee
Los Angeles Lakers 4, Chicago Bulls 3

Freitag, 30. März: Los Angeles 107 – 104 Chicago (n. V.)

Sonntag, 1. April: Los Angeles 108 – 93 Chicago

Freitag, 6. April: Chicago 96 – 86 Los Angeles

Sonntag, 8. April: Chicago 98 – 94 Los Angeles

Dienstag, 10. April: Los Angeles 123 – 102 Chicago

Freitag, 13. April: Chicago 101 – 93 Los Angeles

Sonntag, 15. April: Los Angeles 95 – 92 Chicago

### Eastern Conference-Finals
New York Knickerbockers 4, Boston Celtics 1

Sonntag, 15. April: Boston 134 – 108 New York

Mittwoch, 18. April: New York 129 – 96 Boston

Freitag, 20. April: Boston 91 – 98 New York

Sonntag, 22. April: New York 117 – 110 Boston (n. 2. V.)

Mittwoch, 25. April: Boston 98 – 97 New York

Freitag, 27. April: New York 100 – 110 Boston

Sonntag, 29. April: Boston 78 – 94 New York

### Western Conference-Finals
Los Angeles Lakers 4, Golden State Warriors 1

Dienstag, 17. April: Los Angeles 101 – 99 Golden State

Donnerstag, 19. April: Los Angeles 104 – 93 Golden State

Sonnabend, 21. April: Golden State 70 – 126 Los Angeles

Montag, 23. April: Golden State 117 – 109 Los Angeles

Mittwoch, 25. April: Los Angeles 128 – 118 Golden State

## NBA-Finals

### New York Knicks vs. Los Angeles Lakers
Nachdem sich die Knicks gegen die Lakers mit 88 im Vorjahr die meisten Ballverluste einer Fünf-Spiele-Finalserie geleistet hatten, wurden sie in diesem Jahr von Los Angeles noch übertroffen: 104 Turnovers. Bei den ausgeglichen besetzten Knicks kam kein einziger Spieler in den nennenswerten Kategorien der regulären Saison unter die besten zehn, deswegen bleibt der einzige individuelle Rekord Wilt Chamberlain, der nach diesem Spiel ungewollt zurücktreten sollte: Niemand stand in einer Fünf-Spiele-Finalserie länger auf dem Spielfeld als er, nämlich 240 Minuten (Stand: 2020).
Die Finalergebnisse:

Mittwoch, 26. April: Los Angeles 115 – 112 New York

Sonntag, 30. April: Los Angeles 95 – 99 New York

Mittwoch, 3. Mai: New York 87 – 83 Los Angeles

Freitag, 5. Mai: New York 103 – 98 Los Angeles

Sonntag, 7. Mai: Los Angeles 93 – 102 New York
Die New York Knicks werden mit 4—1 Siegen zum zweiten Mal nach 1970 NBA-Meister.

## Die Meistermannschaft der New York Knicks
| Dick Barnett, Henry Bibby, Bill Bradley, Dave DeBusschere, Walt Frazier, John Gianelli, Phil Jackson, Jerry Lucas, Dean Meminger, Earl Monroe, Luke Rackley, Captain Willis Reed, Tom Riker, Harthorne Wingo Head Coach und General Manager Red Holzman |